# Alberto Giorgetti
Alberto Giorgetti (ur. 8 września 1967 w Weronie) – włoski polityk.
Były członek Włoskiego Ruchu Społecznego, w 1995 roku wstąpił do Sojuszu Narodowego. Czterokrotnie wybierany do Izby Deputowanych (1996, 2001, 2006 i 2006), od 2001 roku jest liderem regionalnym Sojuszu Narodowego. Od maja 2008 jest podsekretarzem ds. gospodarki i finansów w gabinecie Silvio Berlusconiego. 16 listopada 2013 roku, wraz z zawieszeniem działalności Ludu Wolności, wstąpił do Centrum Nowej Prawicy pod kierownictwem Angelino Alfano.
Jest młodszym bratem Massimo Giorgettiego, który od 1995 roku jest ministrem regionalnym.